# 12 (álbum de Fiskales Ad-Hok)
12 es el séptimo álbum de la banda chilena Fiskales Ad-Hok, compuesto por 12 covers.

## Canciones
1. Aspirar ('Now I wanna sniff some glue', The Ramones)
2. Linchen al Dueño ('Let's lynch the landlord', Dead Kennedys)
3. Nueva Rosa ('New Rose', The Damned)
4. Colgado en el teléfono ('Hanging on the telephone', Blondie)
5. Pet Cementerio ('Pet Sematary', The Ramones)
6. Angel Fuck ('Angel Fuck', The Misfits)
7. Conoce tus derechos ('Know your rights', The Clash)
8. Siempre me enamoro ('Ever Fallen in Love (With Someone You Shouldn't've)', Buzzcocks)
9. Puertas de Fierro ('Gates of Steel', Devo)
10. Pendejear ('Teenage Kicks', The Undertones)
11. Vacaciones en el sol ('Holidays in the sun', Sex Pistols)
12. Ofertas de Trabajo ('Career opportunities', The Clash)

## Miembros
- Álvaro España - voz
- Juan Pablo "Mecha de Clavo" Arrendondo - guitarra
- Álvaro "Guardabosques" Rozas - guitarra
- Roly Urzua - bajo
- Rodrigo "Memo" Barahona - batería